# 엘로 평점 시스템
엘로 평점 시스템(영어: Elo rating system)은 체스 등의 2명제 게임에서 실력 측정 및 평가 산출법이다. 엘로는 이 산출법을 고안한 헝가리 태생 미국의 물리학자 아르파드 엘로에서 유래한다.
체스계에서는 국제 체스 연맹의 공식 평점을 채용하는 등 강도를 나타내는 지표로 이용하고 있다.

## 산출 방법
엘로 평점은 다음 3가지를 기본으로 한다.
- 게임의 결과는 하나의 승리, 하나의 패배로만 따지고 무승부는 고려하지 않는다 (0.5승, 0.5패 처리한다).
- 200점의 레이트 차이가 있는 대국들 사이에서는 강한 쪽이 약 76%의 확률로 승리한다.
- 평균적인 대국자의 레이트를 1500으로 한다.

3명의 대국자 {\displaystyle A,B,C}에 대해 {\displaystyle A}가 {\displaystyle B}에게 승리를 할 확률은 {\displaystyle E_{AB}}, {\displaystyle B}가{\displaystyle A}에게 승리할 확률을 {\displaystyle E_{BA}} 등으로 정한다. 대국자 간의 승률에 대해 다음과 같은 가정을 둔다.
{\displaystyle {\frac {E_{AC}}{E_{CA}}}={\frac {E_{AB}E_{BC}}{E_{BA}E_{CB}}}}
예를 들어, {\displaystyle A}가 {\displaystyle B}에게 평균 3승 2패, {\displaystyle B}가{\displaystyle C}에게 5승 6패의 성적이라고 하면, {\displaystyle A}가{\displaystyle C}에게 평균 15승 12패 (= 5승 4패)이어야 한다.
2명의 대국자{\displaystyle A}, {\displaystyle B}의 현재의 레이트를{\displaystyle R_{A}} 그리고 {\displaystyle R_{B}}라고 할 때 각각 승리할 확률{\displaystyle E_{A}}、{\displaystyle E_{B}}가 다음과 같이 계산된다.
{\displaystyle E_{A}={\frac {1}{1+10^{(R_{B}-R_{A})/400}}}}
{\displaystyle E_{B}={\frac {1}{1+10^{(R_{A}-R_{B})/400}}}}
실제로 몇개의 대국 결과, {\displaystyle A}의 승수가 {\displaystyle S_{A}} 있었던 경우, {\displaystyle A}의 레이트를 다음과 같이 수정하고 새로운 레이트 {\displaystyle R_{A}^{\prime }}가 된다. ({\displaystyle E_{A}}는 각 대국의 승리 확률을 더하면)
{\displaystyle R_{A}^{\prime }=R_{A}+K(S_{A}-E_{A})}
여기서 {\displaystyle K}는 상수 값이며, 프로 수준에서 16 일반적으로 32를 취하는 경우가 많다. 세계 체스 연맹에서는 10, 20 또는 40을 사용한다.

## 같이 보기
- 세계 축구 엘로 평점